# Nicola Legrottaglie
Nicola Legrottaglie (20. října 1976, Gioia del Colle) byl italský reprezentační fotbalista který hrál na postu obránce. Po ukončení hráčské kariéry se stal trenérem. Naposledy trénoval druholigový klub Pescara.

## Přestupy
- z AC ChievoVerona do Juventus FC za 7 000 000 eur
- z Juventus FC do AC Milán zadarmo
- z AC Milán do Calcio Catania zadarmo

## Hráčská statistika
| Sezóna  | Klub            | Liga     | Liga   | Liga | Ligové poháry | Ligové poháry | Ligové poháry | Kontinentální poháry | Kontinentální poháry | Kontinentální poháry | Celkem | Celkem |
| Sezóna  | Klub            | Soutěž   | Zápasy | Góly | Soutěž        | Zápasy        | Góly          | Soutěž               | Zápasy               | Góly                 | Zápasy | Góly   |
| ------- | --------------- | -------- | ------ | ---- | ------------- | ------------- | ------------- | -------------------- | -------------------- | -------------------- | ------ | ------ |
| 1995/96 | AS Bari         | Serie A  | 0      | 0    | IP            | 0             | 0             | -                    | 0                    | 0                    | 0      | 0      |
| 1996/97 | AC Pistoiese    | Serie C1 | 31     | 3    | IP            | 0             | 0             | -                    | 0                    | 0                    | 31     | 3      |
| 1997/98 | AC Prato        | Serie C1 | 28     | 0    | -             | 0             | 0             | -                    | 0                    | 0                    | 28     | 0      |
| 1998/99 | AC ChievoVerona | Serie B  | 17     | 0    | IP            | 1             | 0             | -                    | 0                    | 0                    | 18     | 0      |
| 1999/00 | AC ChievoVerona | Serie B  | 6      | 0    | IP            | 3             | 0             | -                    | 0                    | 0                    | 9      | 0      |
| 1999    | AC Reggiana     | Serie C1 | 4      | 1    | IP            | 0             | 0             | -                    | 0                    | 0                    | 4      | 1      |
| 2000/01 | Modena FC       | Serie C1 | 32     | 1    | IP            | 0             | 0             | -                    | 0                    | 0                    | 32     | 1      |
| 2001/02 | AC ChievoVerona | Serie A  | 13     | 2    | IP            | 2             | 0             | -                    | 0                    | 0                    | 15     | 2      |
| 2002/03 | AC ChievoVerona | Serie A  | 30     | 4    | IP            | 0             | 0             | UEFA                 | 2                    | 0                    | 32     | 4      |
| 2003/04 | Juventus FC     | Serie A  | 21     | 2    | IP+IS         | 6+1           | 0             | LM                   | 3                    | 0                    | 31     | 2      |
| 2004/05 | Juventus FC     | Serie A  | 0      | 0    | IP            | 1             | 0             | LM                   | 1                    | 0                    | 2      | 0      |
| 2005    | Bologna FC 1909 | Serie A  | 9      | 0    | IP            | 0             | 0             | -                    | 0                    | 0                    | 9      | 0      |
| 2005/06 | AC Siena        | Serie A  | 28     | 0    | IP            | 1             | 0             | -                    | 0                    | 0                    | 29     | 0      |
| 2006/07 | Juventus FC     | Serie B  | 10     | 0    | IP            | 3             | 0             | -                    | 0                    | 0                    | 12     | 0      |
| 2007/08 | Juventus FC     | Serie A  | 33     | 3    | IP            | 4             | 0             | -                    | 0                    | 0                    | 37     | 3      |
| 2008/09 | Juventus FC     | Serie A  | 26     | 1    | IP            | 2             | 0             | LM                   | 8*                   | 1*                   | 36     | 2      |
| 2009/10 | Juventus FC     | Serie A  | 19     | 1    | IP            | 1             | 0             | LM+EL                | 5+3                  | 0+1                  | 28     | 2      |
| 2010/11 | Juventus FC     | Serie A  | 5      | 1    | IP            | 0             | 0             | EL                   | 3                    | 0                    | 8      | 1      |
| 2011    | AC Milán        | Serie A  | 1      | 0    | IP            | 0             | 0             | LM                   | 0                    | 0                    | 1      | 0      |
| 2011/12 | Calcio Catania  | Serie A  | 31     | 5    | IP            | 0             | 0             | -                    | 0                    | 0                    | 31     | 5      |
| 2012/13 | Calcio Catania  | Serie A  | 27     | 3    | IP            | 3             | 0             | -                    | 0                    | 0                    | 30     | 3      |
| 2013/14 | Calcio Catania  | Serie A  | 17     | 0    | IP            | 1             | 0             | -                    | 0                    | 0                    | 18     | 0      |
| Celkově | Celkově         | Celkově  | 387    | 27   | -             | 28            | 0             | -                    | 25                   | 2                    | 440    | 29     |

Poznámky
- i s předkolem.

## Trenérská kariéra

### Trenérská statistika
| Sezóna  | Klub                 | Liga     | Liga   | Liga  | Liga   | Liga   | Liga                                 | Ligové poháry | Ligové poháry | Ligové poháry | Ligové poháry | Ligové poháry | Ligové poháry | Kontinentální poháry | Kontinentální poháry | Kontinentální poháry | Kontinentální poháry | Kontinentální poháry | Kontinentální poháry | Celkem | Celkem | Celkem | Celkem |
| Sezóna  | Klub                 | Soutěž   | Zápasy | Výhry | Remízy | Prohry | Umístění                             | Soutěž        | Zápasy        | Výhry         | Remízy        | Prohry        | Úspěch        | Soutěž               | Zápasy               | Výhry                | Remízy               | Prohry               | Úspěch               | Zápasy | Výhry  | Remízy | Prohry |
| ------- | -------------------- | -------- | ------ | ----- | ------ | ------ | ------------------------------------ | ------------- | ------------- | ------------- | ------------- | ------------- | ------------- | -------------------- | -------------------- | -------------------- | -------------------- | -------------------- | -------------------- | ------ | ------ | ------ | ------ |
| 2015/16 | Akragas 2018         | Lega Pro | 18     | 4     | 4      | 10     | propuštěn v led.                     | -             | 0             | 0             | 0             | 0             | -             | -                    | 0                    | 0                    | 0                    | 0                    | -                    | 18     | 4      | 4      | 10     |
| 2020    | Delfino Pescara 1936 | Serie B  | 12     | 4     | 1      | 7      | nastoupil v led. a propuštěn v červ. | IP            | 0             | 0             | 0             | 0             | -             | -                    | 0                    | 0                    | 0                    | 0                    | -                    | 12     | 4      | 1      | 7      |
| Celkově | Celkově              | Celkově  | 30     | 8     | 5      | 17     | -                                    | -             | 0             | 0             | 0             | 0             | -             | -                    | 0                    | 0                    | 0                    | 0                    | -                    | 30     | 8      | 5      | 17     |

## Úspěchy

### Klubové
- 1× vítěz Serie A (2010/11)
- 1× vítěz italského superpoháru (2003)

### Reprezentační
- 1× na Konfederačním poháru (2009)